# 工业机器人

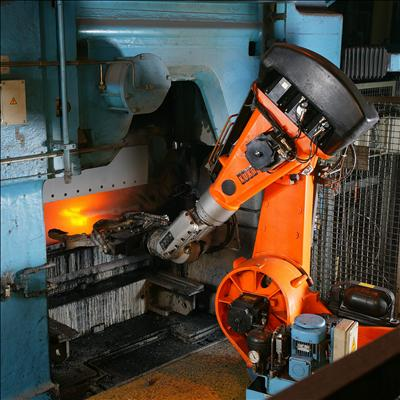
在工厂里的运行的机器人。

工业机器人按照ISO 8373定义，它是面向工业领域的多关节机械手或多自由度的机器人。工业机器人是自动执行工作的机器装置，是靠自身动力和控制能力来实现各种功能的一种机器。它可以接受人类指挥，也可以按照预先编排的程序运行，现代的工业机器人还可以根据人工智能技术制定的原则纲领行动。 
工业机器人的典型应用包括焊接、刷漆、组装、采集和放置（例如包装、码垛和 SMT）、产品检测和测试等; 所有的工作的完成都具有高效性、持久性、速度和准确性。

## 形式和特色

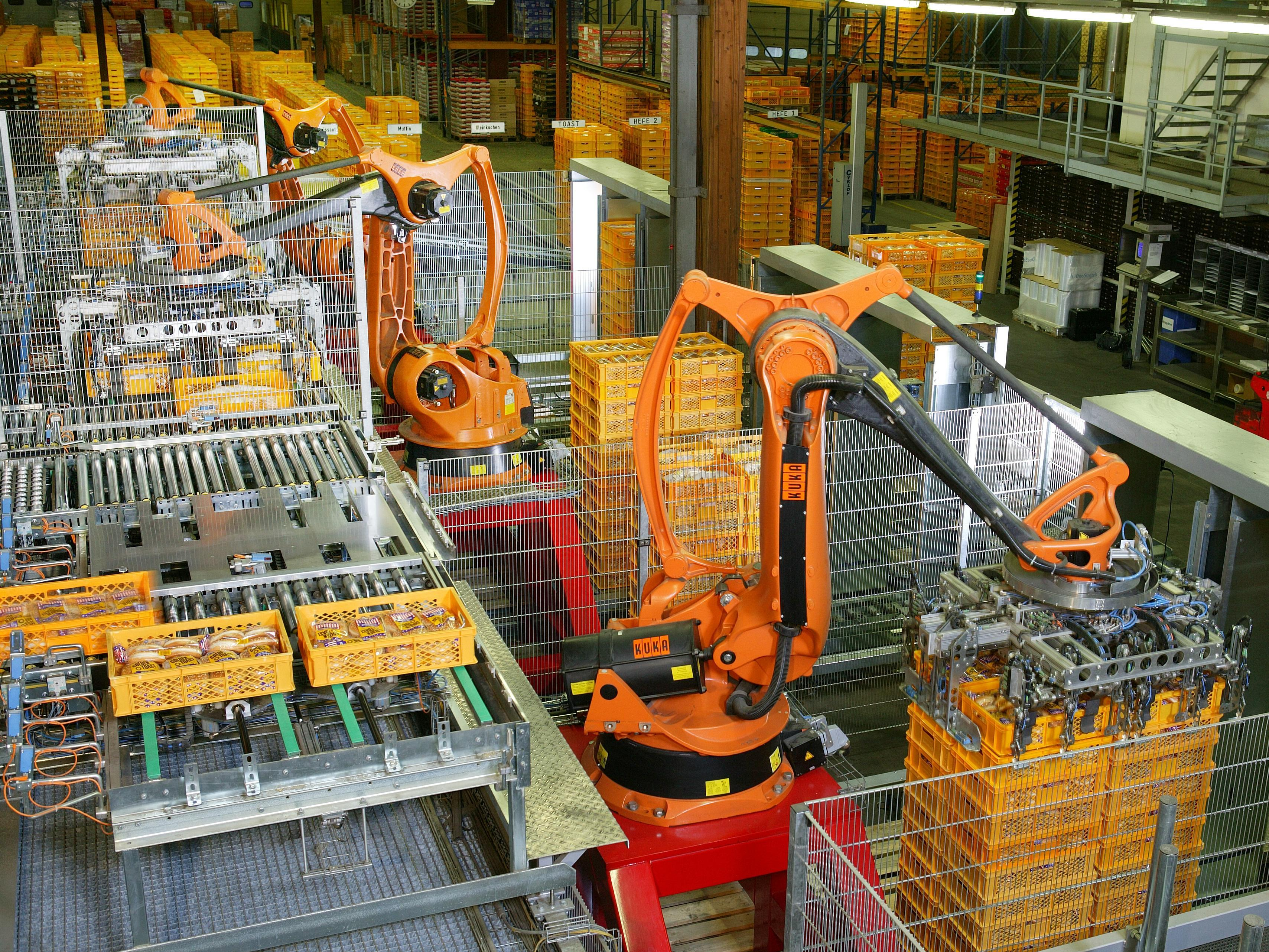
在德国食品工厂，自动化的工业机器人码垛各种食品，例如面包等。

最常使用的機器人構造為關節型機器人、SCARA機器人、delta機器人和直角座標機器人（高架機器人或x-y-z機器人）。
機器人會展現不同程度的自律：
- 一些機器人係透過程式設計而能忠實、無變異、高度準確的一再執行特定動作（反覆動作）。這些動作取決於程式設定的常式，這些常式訂定一系列協同動作的方向、加速度、速度、減速度、距離。
- 其他機器人則更有彈性，因為這些機器人可能連作業目標的方位，甚或對目標所需完成的作業，都需要進行辨識。例如，為了更精確的導引，機器人常包含机器视觉子系統做為其視覺感測器，連接到強大的電腦或控制器。對於現代工業機器人而言，人工智慧、或者任何被誤認為人工智慧的東西，成為日益重要的因素。

## 工业机器人历史
乔治·戴沃尔最早提出了工业机器人的概念，并在1954年申请了专利。 (专利批准在1961年). 在1956年，戴沃尔和約瑟夫·恩蓋爾柏格基于戴沃尔的原先专利，合作建立了Unimation公司。1959年Unimation公司的第一台工业机器人在美国诞生，开创了机器人发展的新纪元。

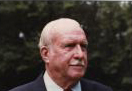
乔治·戴沃尔 (George Devol), c. 1982

Unimation公司以后授权其技术给川崎重工和GKN，分别在日本和英国生产Unimates工业机器人。在一段时间以来，Unimation的唯一竞争对手是美国俄亥俄州的辛辛那提米拉克龙公司(Cincinnati Milacron Inc.)。但是，在1970年代后期，在几家大型日本企业集团开始生产类似的工业机器人之后，这局面从根本上改变了。
工业机器人在欧洲兴起得相当快，在1973年ABB机器人公司和库卡机器人(KUKA)公司就把机器人带入市场。
在70年代末，对于机器人技术的兴趣在增加，许多美国公司进入该领域，包括例如通用电气和通用汽车公司（其成立的与日本发那科公司合资的发那科(FANUC)机器人公司等大型公司。美国的创业公司包括Automatix和Adept Technology。在1984年的机器人热潮时期，Unimation公司被西屋电气公司以$1.07亿美元收购。西屋电气公司于1988年将Unimation公司出售给法国史陶比尔Faverges SCA公司，这家公司仍然制造关节型机器人适用于一般工业和洁净室的应用，并且于2004年底甚至收购博世公司的机器人事业部。

## 市场结构
根据国际机器人联合会（IFR）发布的在2012年世界机器人研究报告，在2011年年底为至少有1,153,000个运行的工业机器人。预计这个数字到2015年年底将达到1,575,000个。
根据国际机器人联合会2011年度的估计，工业机器人全球销售额为85亿美元。包括软件，外围设备和系统工程的成本后，机器人系统的年度营业额估计在2011年达到255亿美元。
日本政府估计，该行业可能从约在2006年52亿美元到在2010年接近260亿美元，并在2025年激增至700亿美元。在2005年，日本已有超过370,000个正在运行的工业机器人。在2007年的国家技术发展路线图中，贸易部呼吁到2025年要在全国各地安装100万台工业机器人。
估计全世界每年供应的工业机器人数量（台）：
| 年份            | 供应    |
| --------------- | ------- |
| 1998            | 69,000  |
| 1999            | 79,000  |
| 2000            | 99,000  |
| 2001            | 78,000  |
| 2002            | 69,000  |
| 2003            | 81,000  |
| 2004            | 97,000  |
| 2005            | 120,000 |
| 2006            | 112,000 |
| 2007            | 114,000 |
| 2008            | 113,000 |
| 2009            | 60,000  |
| 2010            | 118,000 |
| 2012            | 159,346 |
| 2013            | 178,132 |
| 2014 (forecast) | 205,000 |

中国机器人产业规模快速增长，2021年机器人全行业营业收入超过1300亿元。其中，工业机器人产量达36.6万台，比2015年增长了10倍，在世界工业机器人市场中排名第一。工业机器人应用覆盖国民经济60个行业大类、168个行业中类。2021年中国制造业机器人密度达到每万人超300台，比2012年增长约13倍。

## 技術說明

### 定義參數
- 軸數 – 在一平面中取得任意點需要兩個軸；在空間中取得任意點需要三個軸。要完全控制手臂終端（意即手腕）的指向，需要另外三個軸（平擺、俯仰及橫搖（英语：yaw, pitch, and roll））。某些設計（例如SCARA機器人）犧牲運動性以換取成本、速度、精度。
- 自由度 – 通常跟軸數一樣。
- 工作包絡面（英语：Envelope (motion)） – 在空間中機器人可觸及的區域。
- 運動學 – 機器人的剛體元件及關節的實際配置，決定了機器人所有可能的動作。機器人運動學的類別包含關節型、卡式座標型、平行型及SCARA。
- 承載量或載重量 – 機器人能舉起多少重量。
- 速率 – 機器人能多快使其手臂終端就定位。本參數可由各軸的角速率或線速率定義，或者以複合速率，意即以手臂終端速率來定義。
- 加速度 – 一軸能多快加速。此係一限制因素，因為在進行短距離移動或需要常常改變方向的複雜路徑時，機器人可能無法達到其最大速度。
- 準確度 – 機器人可以多接近要求位置。準確度的度量方式即機器人的絕對位置與要求位置的差距。利用外部感測設備如視覺系統或紅外線，可改善準確度。
- 再現性 – 機器人再次回到程式設定的某位置的能力有多好。這跟準確度不一樣。可能告訴它去某X-Y-Z位置的時候，它只走到距離那個位置不到1 mm的地方，那麼這是準確度問題，可以透過校正改善。但是如果那個位置經教導並置入控制器記憶體，而每次它都回到距離教導位置0.1mm之內的地方，則其再現性在0.1mm以內。

準確度及再現性是截然不同的度量方式。再現性對機器人而言通常是最重要的規範，而且它類似測量中的「精確度」─參照準確度及精密度。ISO 9283確立測量準確度及再現性的方法。一般而言，機器人會被送去一個教導位置數次，每次都會前往4個其他位置再回到教導位置，然後測量誤差值。接著用這些樣本在三度空間中的標準差來量化再現性。一般的機器人當然可能會發生超過再現性的位置誤差，而這可能是程序問題。再者，工作包絡的不同部位會有不一樣的再現性，而且再現性也會隨著速率跟酬載而變。ISO 9283規定要在最大速度及在最大酬載下測量準確度及再現性。然而如此產生的數據比較悲觀，因為機器人在輕負載及速度時的準確度及再現性會好很多。工業程序中的再現性也受到端接器（例如握爪）的準確度影響，甚至也受到握爪上用來抓取物件的「手指」設計的影響。例如，如果機器人從螺絲的頭部拾起這個螺絲，螺絲可能會呈現隨機的角度。後續嘗試把螺絲放進螺絲孔的動作就很容易失敗。諸如此類的情境可以透過「導入特徵」加以改善，像是使孔的入口呈錐形（倒角）。
- 運動控制 ─ 對於某些應用，像是簡單的採集和放置的組裝作業，機器人只需要在數量有限的預先教導位置之間往返。對於更複雜的應用，像是焊接及塗裝（噴漆），一定要沿著空間中的路徑以指定的方位及速度持續控制運動。
- 動力源 ─ 有些機器人使用電動馬達，其他則使用液壓致動器。前者會比較快，後者則是出力較大且有利於噴漆之類的應用，因為火花可能引發爆炸；然而，手臂內部的低度加壓空氣可防止可燃蒸氣及其他污染物進入。
- 驅動 ─ 有些機器人透過齒輪連接馬達及關節；其他則是馬達直接連接關節（直接驅動）。使用齒輪導致可測量到的「背隙」，這是一軸的自由移動。較小的機器人手臂常常運用高速、低扭矩的DC馬達，通常需要較高的齒輪比，而這會有背隙的缺點，在這樣的案例常會改用諧波齒輪減速器(Harmonic drive)。
- 順應性 ─ 這是施加力量於機器人一軸能使之移動的角度或距離總量的度量。因為順應性的關係，在攜帶最大酬載時機器人走到的位置會比沒有攜帶任何酬載的時候稍微低一些。在攜帶高酬載而需要降低加速度的場合，順應性也會對超越量有所影響。

### 機器人程式編寫及介面
工業機器人的運動及順序的設定或程式編寫，一般是將機器人控制器連接到筆記型電腦、桌上型電腦或網路（內部網路或網際網路）來進行教導。
一台機器人以及一群機器或周邊設備的集合稱為工作單元或單元。典型的單元可能包含一台零件給料器、一台射出機以及一台機器人。這幾樣機器「整合」在一起，由單一計算機或PLC控制。一定要以程式編寫機器人如何與單元中的其他機器互動，同時要顧及它們在單元中的位置並且和它們協同作業。
軟體：對應的介面軟體會安裝在計算機裡。使用計算機會大幅簡化程式編寫過程。取決於系統設計，專用的機器人軟體會在機器人控制器中運行、在計算機中運行、或者在二者中運行。
必須教導（或以程式編寫）的兩個要素：位置資料及步驟。例如，在把螺絲從給料器移動到一個洞的作業裡，給料器跟洞的位置一定要事先教導或輸入程式。接著，把螺絲從給料器放到洞裡的步驟一定要和任何相關的I/O一起編寫成程式，例如給料器裡的螺絲已經可取用的指示訊號。機器人軟體的目的在於使程式編寫作業容易些。
有好幾種方法可以教導位置給機器人：
位置命令：使用GUI或者純文字命令指定或編輯所需的X-Y-Z位置可以引導機器人到所需位置。
教導器：可以透過教導器來教導機器人位置，它是一種手持控制及程式編寫單元。如此單元的共同特徵是手動把機器人送到所需位置，或者以「吋進」調整位置。它們也有改變速度的手段，因為在小心定位、測試新程式或測試修改過的程式的時候，通常會需要用較低的速度進行。通常會附有一個大大的急停按鈕。一般而言，只要機器人程式設定完成，就無須再使用教導器。
牽著鼻子走（Lead-by-the-nose）：這是許多機器人製造商會提供的技巧。使用此方法時，一個使用者抓住機器人的機械臂，同時另一個人輸入命令以除去機器人的能源讓它變得無力。使用者接著用手將機器人移動到所需位置及/或沿著所需路徑移動，同時軟體將這些位置記錄在記憶體裡。程式後續可以運行機器人到這些位置或者使機器人沿著教導路徑運行。這種技巧在噴漆之類的作業很常用。
離線編寫程式：將整個單元、機器人及工作空間裡所有的機械或設備都繪製成圖像，然後在螢幕上移動機器人以模擬程序。機器人模擬器用來建立機器人的嵌入式應用程序，而不用靠實際操作機器臂跟端接器。機器人模擬的好處是在於它節省機器人應用的設計時間。這也能提升攸關機器人設備的安全層級，因為可以在系統啟動前嘗試、測試各種「這麼做會怎樣」的情境。機器人模擬軟體讓各種程式語言撰寫的程式可以進行教導、測試、運行、除錯。
機器人模擬工具：使機器人程式易於撰寫、離線除錯，而只在實際的機器人測試最後版本的程式。這讓我們把種種機構、裝置、架構、控制器應用到「現實世界」之前，就可以在虛擬世界預覽機器人系統的運作，進行各種嘗試及測試。機器人模擬器能夠以幾何模型及運動學模型即時計算、模擬工業機器人的運動。除此之外，操作機器人的作業員經常使用人機介面裝置(一般是觸控螢幕)做為控制面板，用以切換程式、調整程式。控制面板也可以操作周邊裝置的主機，這些周邊裝置可能和同一套機器人系統整合在一起，包含端接器、提供零件給機器人的給料器、輸送帶、急停控制、機器視覺系統、安全互鎖系統、條碼列印機等等。通常程式編寫完畢後，會將教導器或PC斷線，而機器人會依安裝在其控制器的程式運行。然而，通常會有計算機用於「督導」機器人和周邊設備，或者提供額外的儲存空間給大量的複雜路徑及常式。

### 末端执行器
最重要的機器人周邊設備是末端执行器，或称臂端工具。常見的末端执行器實例有焊接裝置(例如MIG焊槍、點焊器等等)、噴槍以及研磨及去毛邊裝置(例如碟式或帶式氣動研磨器、打光輪等等)、以及夾持器(可抓取物件的裝置，通常是電動或氣動機械，拿取物件的另一種常見手段是用真空吸取)。末端执行器通常非常複雜，而且會對應要處理的產品，常常要能一次拿取一排產品。它們會利用多種感測器幫助機器人系統確認產品位置、拿取產品、並置放產品到定位。

## 参看
- 機械手臂
- 自动化技术
- ABB公司
- 库卡机器人公司(KUKA)
- 发那科公司 (FANUC)
- 安川电机（YASKAWA Electric Corporation）
- 乔治·戴沃尔
- 協作式機器人